# Парламентские выборы в Монголии (2016)
Парламентские выборы в Монголии прошли 29 июня 2016 года.

## Избирательная система
На Парламентских выборах 2012 года в Великий государственный хурал использовалась смешанная избирательная система, когда 48 депутатов избирались по одномандатным округам, а 28 по партийным спискам. Однако 5 мая 2016 года в избирательное законодательство Монголии были внесены изменения, которые ликвидировали пропорциональную избирательную систему и теперь все 76 депутатов Великого государственного хурала избираются только по одномандатным округам. Изменения как ожидаются приведут к маргинализации мелких партий, а также к тому что 150 тыс. монголов, проживающих за границей, не смогут проголосовать.

## Избирательная кампания
В выборах принимало участие 12 партий. На 76 мест претендовало 498 кандидатов.
Главной темой предвыборной кампании стала экономика. Накануне прошлых выборов в стране был зафиксирован рекордный рост ВВП — 17,3 %. Всемирный банк прогнозировал ежегодный рост в 15 %, а Монголию стали называть «азиатским волком». Однако после 2012 г. резко упали цены на полезные ископаемые — основу монгольского экспорта, прежде всего на медь и уголь, существенно замедлился рост экономики Китая — главного торгового партнера Монголии, куда идет почти 90 % монгольского экспорта, а также значительно выросли внешняя задолженность и дефицит бюджета страны. В 2016—2017 гг. Всемирный банк прогнозировал рост экономики Монголии лишь на уровне 1 %.

## Результаты
| Партия                                   | Мест получено | +/-  |
| ---------------------------------------- | ------------- | ---- |
| Монгольская народная партия              | 65            | ▲ 39 |
| Демократическая партия                   | 9             | ▼ 25 |
| Монгольская народно-революционная партия | 1             | ▼ 10 |
| Итого                                    | 76            | 0    |